# Clare Jacobs
Clare Stephen Jacobs (Madison, 18 febbraio 1886 – Detroit, 21 febbraio 1971) è stato un astista statunitense.
Nel 1908 prese parte ai Giochi olimpici di Londra conquistando la medaglia di bronzo a pari merito con Ed Archibald e Bruno Söderström. Nel 1909 stabilì il record del mondo del salto con l'asta indoor che rimase imbattuto per tre anni.

## Record nazionali
- Salto con l'asta indoor: 3,73 m  (1909)

## Palmarès
| Anno | Manifestazione  | Sede   | Evento           | Risultato | Prestazione | Note |
| ---- | --------------- | ------ | ---------------- | --------- | ----------- | ---- |
| 1908 | Giochi olimpici | Londra | Salto con l'asta | Bronzo    | 3,58 m      |      |